# Investiční banka

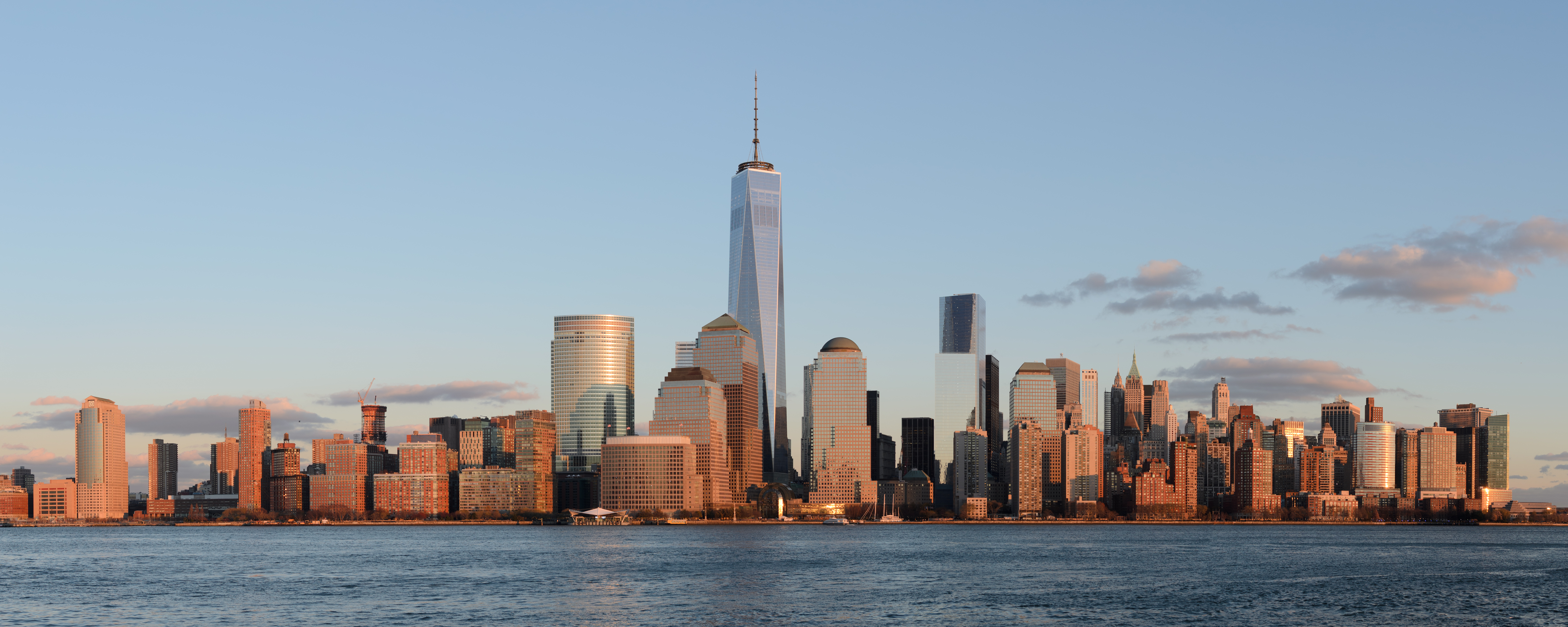
Většina velkých investičních bank má svá ředitelství ve světových finančních centrech. Na obrázku: Dolní Manhattan

Investiční banka je korporátní divize nebo společnost poskytující finanční služby založené na finančních transakcích spojených s poradenstvím pro jednotlivce, korporace a vlády. Banka se tradičně zaměřuje na podnikové finance, může pomáhat při získávání finančního kapitálu upisováním nebo jednáním jako agent klienta při vydávání dluhových nebo majetkových cenných papírů. Investiční banka může také pomáhat společnostem, které se účastní fúzí a akvizic nebo poskytovat doplňkové služby. Investiční banky na rozdíl od komerčních a retailových bank nepřijímají vklady.

## Investiční bankovní služby
Souhrn investičních bankovních služeb se označuje jako investiční bankovnictví. Patří sem například
- Služby kapitálových trhů – ručení za dluh a kapitál, asistence při obchodním jednání (poradenství, ručení, fúze, akvizice a daňové poradenství) a restrukturalizace dluhu do strukturovaných finančních produktů.
- Privátní bankovnictví – privátní banky poskytují bankovní služby jen klientům s větší hotovostí (obvykle milion dolarů). Mnoho finančních firem požaduje od osoby nebo jejích příbuzných určitý majetek, aby měli na služby privátních bank nárok. Privátní banky často poskytují víc osobních služeb, jako je management majetku a daňové plánování, než obyčejné retailové banky.
- Dluhopisové služby – zprostředkování koupě a prodeje cenných papírů. V současnosti jsou tyto služby dostupné také online.

## Největší investiční banky s kompletním servisem
Investiční banky s kompletním servisem obvykle poskytují jak poradenské, tak finanční bankovní služby, stejně jako prodej, tvorbu trhu a výzkum široké škály finančních produktů, včetně akcií, úvěrů, sazeb, měn, komodit a jejich derivátů. Za největší jsou považovány tyto investiční banky:
1. JPMorgan Chase
2. Goldman Sachs
3. BofA Securities, původně Bank of America Merrill Lynch
4. Morgan Stanley
5. Citigroup
6. UBS
7. Deutsche Bank
8. HSBC
9. Barclays
10. RBC Capital Markets
11. Wells Fargo Securities
12. Jefferies Group
13. BNP Paribas
14. Mizuho
15. Lazard
16. Nomura
17. Evercore Partners
18. BMO Capital Markets
19. Mitsubishi UFJ Financial Group

## Další investiční banky a finanční instituce
- Asijská infrastrukturní investiční banka
- Bear Stearns
- Evropská banka pro obnovu a rozvoj
- Evropská investiční banka
- Evropský investiční fond, poskytuje půjčky malým a středním podnikům prostřednictvím bank. EIF má formu akciové společnosti, akcinoáři jsou Evropská investiční banka (59,15 %), Evropská komise (30,00 %) a soukromé instituce (10,85 %).
- Merrill Lynch (neplést s BofA Securities)
- Mezinárodní investiční banka
- Národní rozvojová banka
- Světová banka

## Zaniklé investiční banky
- Credit Suisse, převzala ji UBS
- Drexel Burnham Lambert
- J.P. Morgan & Co.
- OTP Banka Slovensko